# Parque eólico Barra dos Coqueiros
O Parque Eólico Barra dos Coqueiros é um parque brasileiro de produção de energia eólica localizado entre o Jatobá e o Touro, na zona rural da Barra dos Coqueiros, município da Grande Aracaju, no Estado de Sergipe. Tem potência instalada de 34,5 MW. O parque é composto de 23 aerogeradores de 100 metros de altura e pás com diâmetro de 80 m. Em 2020 foi inaugurada próximo ao parque a Usina Termoelétrica Porto de Sergipe I.